# 北越殖民社
北越殖民社（ほくえつしょくみんしゃ）とは、大橋一蔵・三島億二郎・関矢孫左衛門らが中心となり、新潟県で1886年（明治19年）に創設された北海道開拓会社。野幌・江別太に360万坪の貸下を受け、さらに千歳川沿や浦臼村オソキナイにも農地が拡大され、1949年（昭和24年）に農地改革で全地を開放するまで続いた。
また、「北越植民社」と表記される場合もある。

## 概要
北越殖民社は、北海道の開拓を目的とし、集団移住による農林業を営むことを目指した。特に江別太や浦臼村オソキナイなどで農地を広げ、成功を収めた。北越殖民社の活動は、1949年（昭和24年）の農地改革まで続いた。北越殖民社の設立背景には、明治維新後の新しい時代に対応するための知見を広めるという大橋一蔵の志があり、維新の志士として活動していた大橋は北海道開拓の重要性を説いた。また、三島億二郎は北海道開拓の夢を実現するために官職を辞し、道内視察を行い、開拓事業への確信を深めた。北越殖民社は、農業だけでなく、林業や畜産業にも力を入れ、地域の経済発展に寄与した。さらに、学校や病院の設立など、地域社会の基盤整備にも貢献した。これにより、移住者たちの生活の質が向上し、地域に根付くことができた。このように、北越殖民社は新潟県出身の志士たちによって設立され、北海道の開拓に大きく貢献した。その活動は、北海道の歴史において重要な役割を果たし、現在もその影響が残っている。

## 創始者と関連人物
北越殖民社の創始者は『新潟県史　通史編6近代1』・『新潟県史　資料編19近代7』によると大橋一蔵・三島億二郎・笠原文平・大橋順一郎の4名である。ただし、『三島億二郎伝』によると大河原文蔵も設立メンバーとしての記載がある。また、大橋一蔵の死後、社長に就任した関矢孫左衛門は創業時からの出資者である。その他、岸宇吉は北越殖民社の財政面を主に支援した人の一人である。
- 大橋一蔵（1848年 - 1889年） - 新潟県南蒲原郡の郷士。大橋彦造の長男。矢島杉造の伯父。萩の乱に連座し自首、禁固刑となるが恩赦にて帰郷し、弥彦村に明訓校を創立。北越殖民社の創始者であり初代社長。北海道・江別開拓の中心として尽力した。
- 三島億二郎（1825年 - 1892年） - 武士（越後長岡藩士）、政治家、実業家。北越戦争で疲弊した越後国（新潟県）長岡の復興と近代化に尽力した。関矢孫左衛門と共に野幌開拓に尽力した。
- 笠原文平（1852年 - 1911年） - 笠原格一の長男。北越殖民社の創始者の1人。
- 大橋順一郎（生没年不詳） - 大橋一蔵の近親。北越殖民社の創始者の1人。
- 大河原文蔵（生没年不詳） - 大橋一蔵の実弟。江別太（現東光町）で、清酒「千歳川」などを製造販売した。北越殖民社の創始者の1人。
- 関矢孫左衛門（1844年 - 1917年） - 政治家、銀行家、実業家。衆議院議員（1期）。北越殖民社の出資者。大橋一蔵の死後、北越殖民社の社長として就任。
- 岸宇吉（1839年 - 1910年） - 新潟県出身の実業家。第六十九国立銀行（現北越銀行）の創始者の一人、岸吉松の父。北越殖民社設立時に主に財政面で支援した。

## 設立までの経緯

### 大橋一蔵と前原一誠

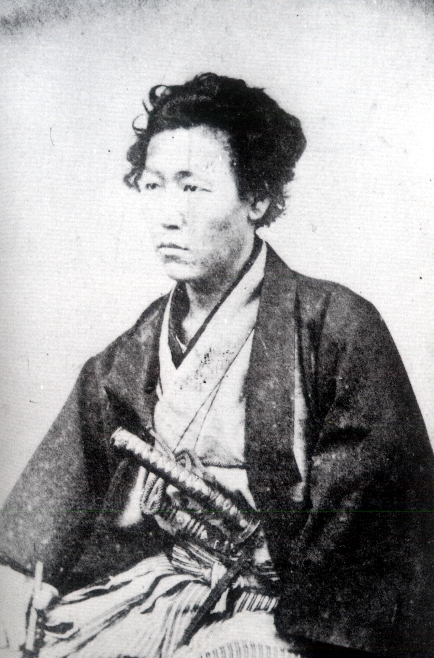
前原一誠

大橋一蔵は1848年（嘉永元年）に新潟県新発田藩の支藩・沢海藩の代官大橋彦造の長男として新潟県南蒲原郡下島村の郷士の家に生まれ、17歳には江戸に遊学して剣書を学び、帰郷後、同郷の維新の志士片桐省介の影響を受ける。片桐は幕末に江戸で尊攘派の志士として活動し、維新後は東京府の判事となった。維新後、大橋一蔵は新しい時代に対応すべく知見を広めるべく再び上京し、その後儒学者大橋陶庵の陶菴塾に入り、ここで福岡秋月藩の益田静方と出会った。

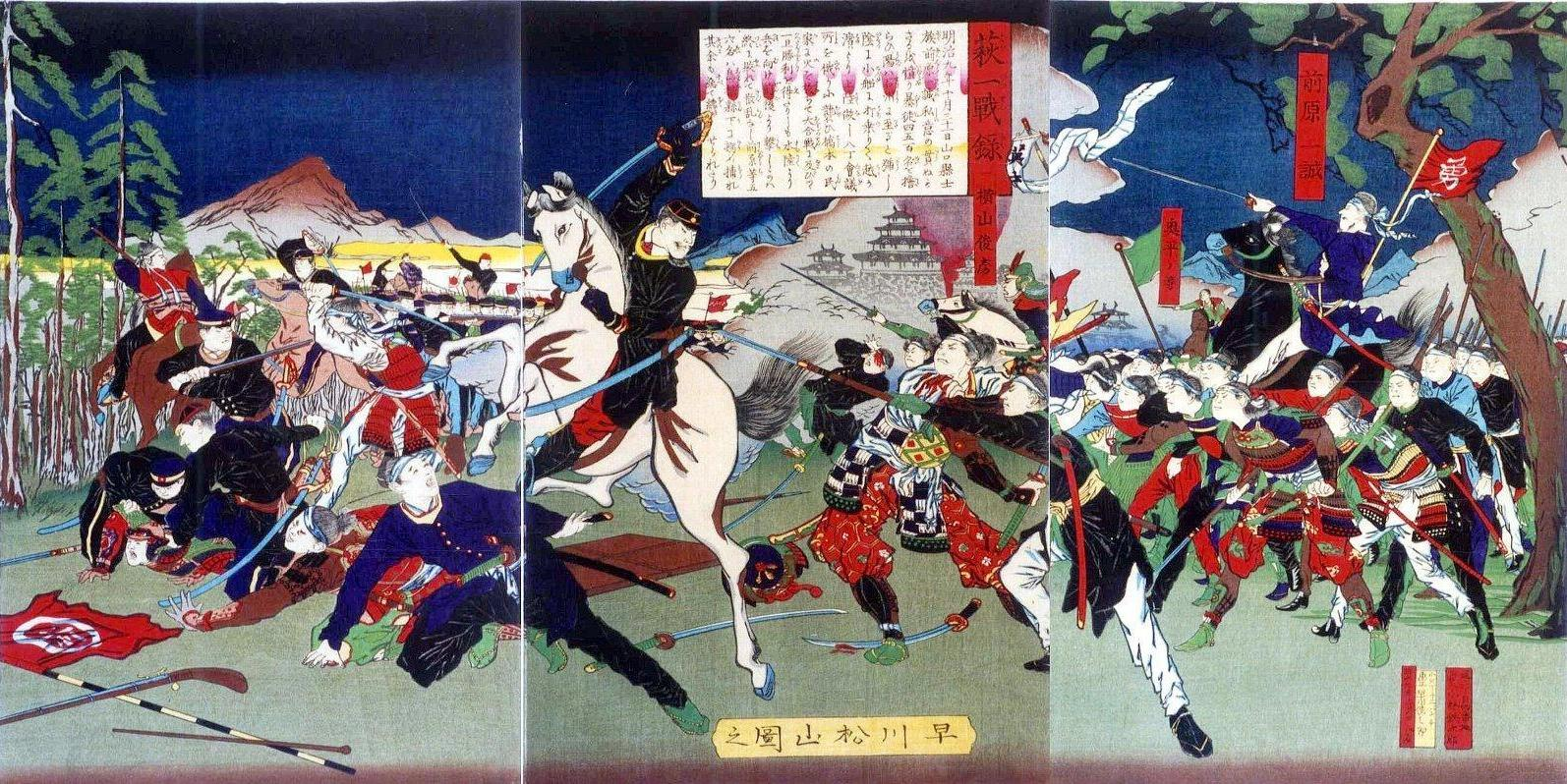
『萩一戦録』　萩の乱の錦絵

その後、益田の紹介で長州萩に行き、元長州藩士で維新十傑の一人に数えられる前原一誠、元奇兵隊長・奥平謙輔らに会い、さらに薩摩に入り、不平士族との交友を深めた。1876年（明治9年）10月26日、新政府参事の要職を辞して故郷山口県に戻っていた前原一誠は、熊本城下で神風連が決起したことを聞くと、10月28日、奥平謙輔とともに殉国軍を同志100名を組織して挙兵し、天皇への直訴を求めて山陽道を東に向かう。しかし、待ち伏せした政府軍と戦いとなり、鎮圧された。これが萩の乱である。大橋一蔵は前原が1876年（明治9年）に萩の乱を起こすと馳せ参じた。しかし乱が不成功に終わると自ら捕らえられ、終身刑の判決を受ける。
1881年（明治14年）に特赦を受けて帰郷すると、郷里は自由民権運動の高まりにあった。一蔵はこれを憂い、「時流民権論矯檄軽佻の風を装い、国体を宣明し、忠孝を鼓舞せん」として松方正義などの協力を得て「明訓塾」を設立した。これが、現在の新潟県の明訓高校の前身である。西欧化の時流に流されることなく、日本古来の伝統に立脚した独自の文化を築くことのできる人材の育成が目標であった。

### 北越殖民社設立へ

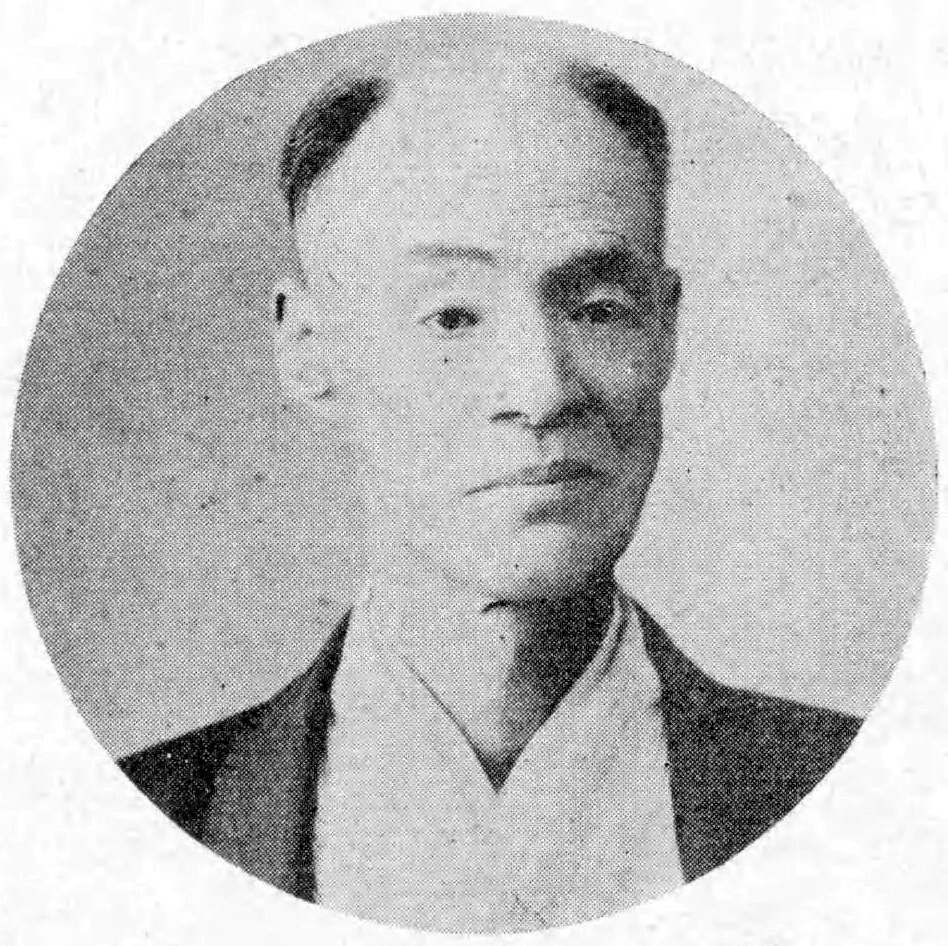
岸宇吉

一方、大橋一蔵には、北海道開拓の宿望があった。獄中においても「守備と開拓」を建言し、樺戸集治監設置の話を聞いた際は、囚徒の1人として渡道開拓に従うことを希望したが、出獄後も北海道事業に関する意見を当路者に開陳し、明訓校の創立に関係の深い、松方正義などもこれに賛成して、大いに激励した。
大橋に北海道開拓の重要性を説いた同郷の志士・三島億二郎は、長岡藩士で戊辰の役では幕軍について活躍し、維新後その才能を買われて長岡藩事に就き、戦火によって疲弊した故郷長岡の復興に尽力した。その後、三島は北海道に長岡県人を移すことで故郷の疲弊を救うことを考えた。三島は北海道開拓の夢を実現すべく1882年（明治15年）に官を辞め道内視察の旅に出る。ここで当時開拓使を継いだ札幌県の官僚を務めていた同郷の森源三を訪ね、開拓事業への確信を深めた。森源三も長岡藩士として戊辰戦争で幕軍として戦ったが、戦後新政府に取り立てられて、長岡県の参事になった。そして1872年（明治5年）、開拓使に転じ、1881年（明治14年）には札幌農学校の2代目校長となった。その後1889年（明治22年）に官吏を辞め、妹背牛で開拓事業を起こした。
三島の北海道開拓に実業家として協力していた岸宇吉は、長岡の呉服商岸家の養子となった人物で、維新後に商才を発揮し、各方面に事業を広げ、第六十九国立銀行（現北越銀行）の創始者の一人、永年支配人となった。岸家には当時高価だったランプがあり、身分を問わず戊辰戦争で荒廃した長岡の復興を語り合う「ランプの会」が開かれていた。大橋一蔵・森三蔵もこの中で議論を交わし合い、北海道開拓を志していき、北越殖民社の設立につながる。

## 歴史
北越殖民社は、大橋一蔵を代表に、三島億二郎が企画し、岸宇吉が財政面を支えることで1886年（明治19年）1月に設立された。

### 北越殖民社の創立と北海道入植
1885年（明治18年）に大橋一蔵は、大橋順一郎・笠原文平とともに北海道を視察して帰郷すると、1886年（明治19年）1月、北越殖民社を創立し、本社を長岡市坂ノ上町三島億二郎方におき、同年4月までには大橋一蔵と実弟である大河原文蔵、近親の大橋順一郎などは江別太の江別川（千歳川）畔に居を定め、そこを支社として第1回移民地の創設、移民事業保の出願、事業地の選定などに当たった。その後、大橋一蔵らは「北越殖民社」の名前で江別の西部に入植を出願した。当時岩見沢戸長役場の官下に属した空知郡幌向村で、石狩・江別両川の対岸は屯田兵村が設けられていたのにも関わらず、幌向原野はほとんど無人の荒野にあり、わずかに江別太鉄橋付近に3戸、江別川を遡る20余丁の開成社願地内に牛山民吉ほか3戸、および川沿いにアイヌの家屋が数戸散在するにすぎなかった。出願の年、北海道3県が廃止され、北海道庁が新設されるが、岩村通俊新長官は大橋らの出願を気にかけ、東京から「大橋一蔵等移民許可ナルベシ」の電報指令を発し、5月7日付をもって許可された。
岩村通俊からの許可証はまだ到着していなかったものの、耕作時期を失ってはならないと、北越殖民社は野幌に幅10間の道路を設け、道路をはさんで5戸ずつ向い合せに合計10戸を建てて、入植の準備をした。1戸当たりの土地は間口40間・奥行150間の2町歩であった。これらの準備を大河原文蔵と大橋順一郎に任せ、大橋一蔵は笠原文平とともに新潟に戻り、移民の募集を始めた。しかし、江別・野幌に渡りたいとする人はほとんどおらず、大橋の呼びかけに応えたのはわずか10戸にすぎなかった。一行が江別に着いたのは6月22日であるが、連絡不充分のため準備が整わず混雑し、その上、荷造りが悪かったため鍋・釜・陶器類は破損、衣類は塩水にぬれて非常な捐害や不自由を被ったが、6月25日には小屋に移ることができた。

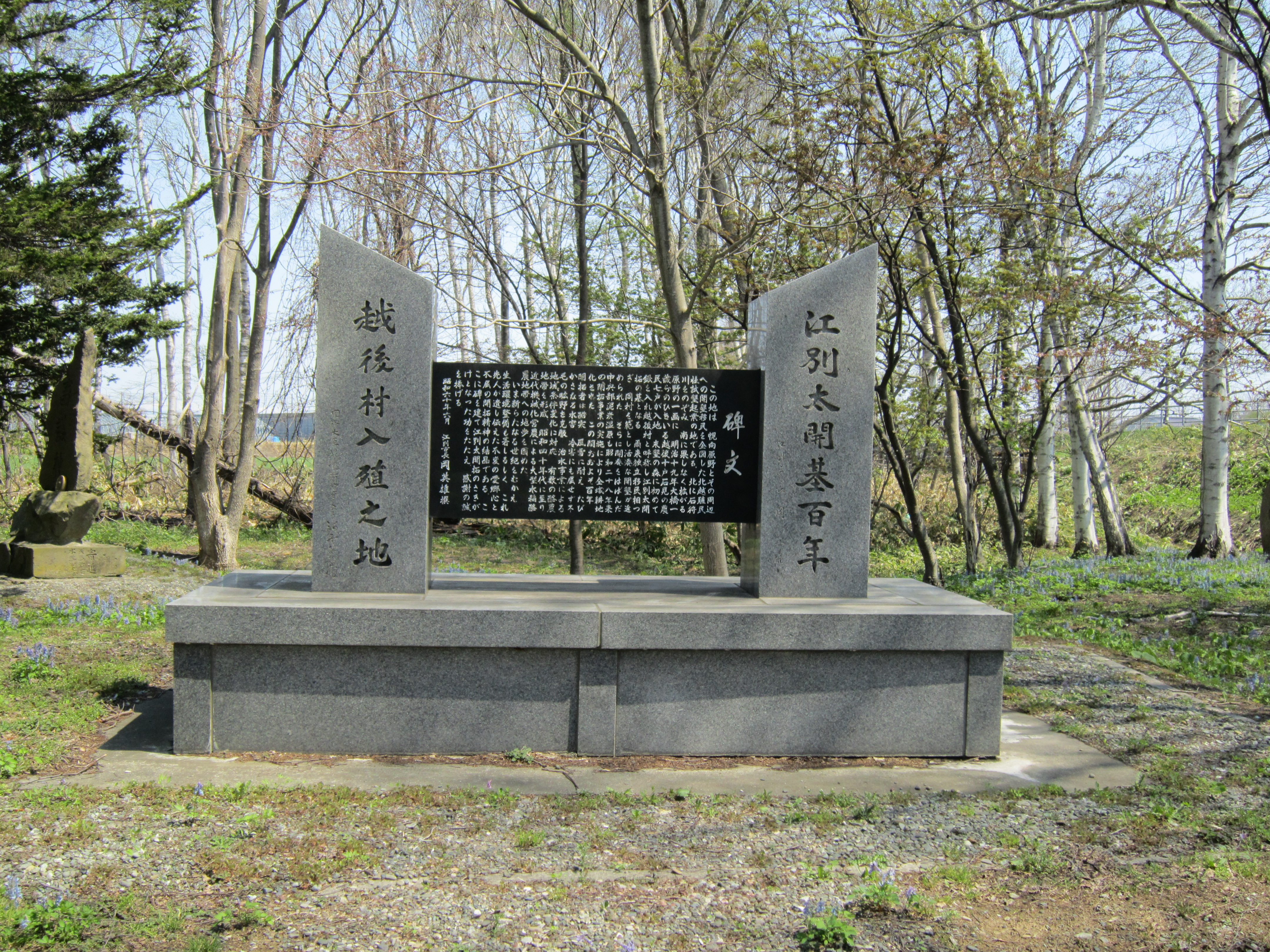
江別太開基百年・越後村入植之地碑（越後神社）

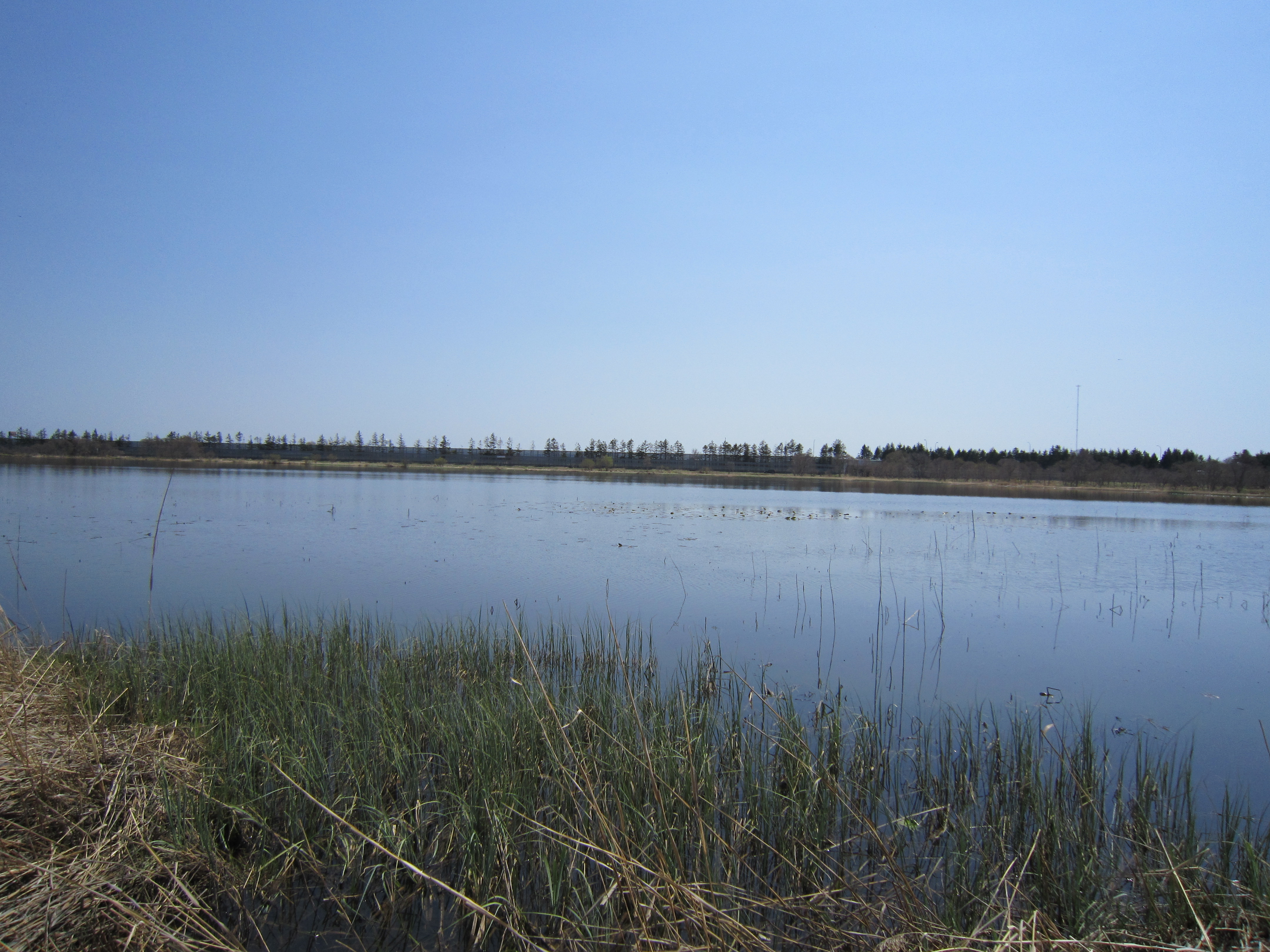
江別太地区にある「越後沼」北越植民者の入植によって命名された

これと同時期、島根県から移民団7戸が北海道に渡ったとことで、移民団を募集した事業主が事業を放棄するという事案があった。北海道庁は大橋に引き受けてもらうように頼み、8月にこれらが移り、北越殖民社の開拓が始まる。大橋は新潟県から10戸に島根県の7戸を加えた入植地は、開村の経緯から「越後村」と呼ばれる。9月末には倉庫や事務所も出来て、そこへ移ると、農業指導の重積を負った殖民社は、種子を札幌育種場に求め、指導者養成のため新潟県の農学校ならびに明訓校の卒業生、柿本敏吉・平沢耕平・松川浅次郎の3人を札幌農学校伝習科に入学させ、現業を慣わせ、新農具プラオ(洋式の犂)・ハロー(馬鍬)などの伝習のため江別市街と越後村との中問に21町歩の馬耕試作場を設け、初年より移民に馬を飼育させるなどして、入地は遅れたが相応の努力の痕跡が見られた。

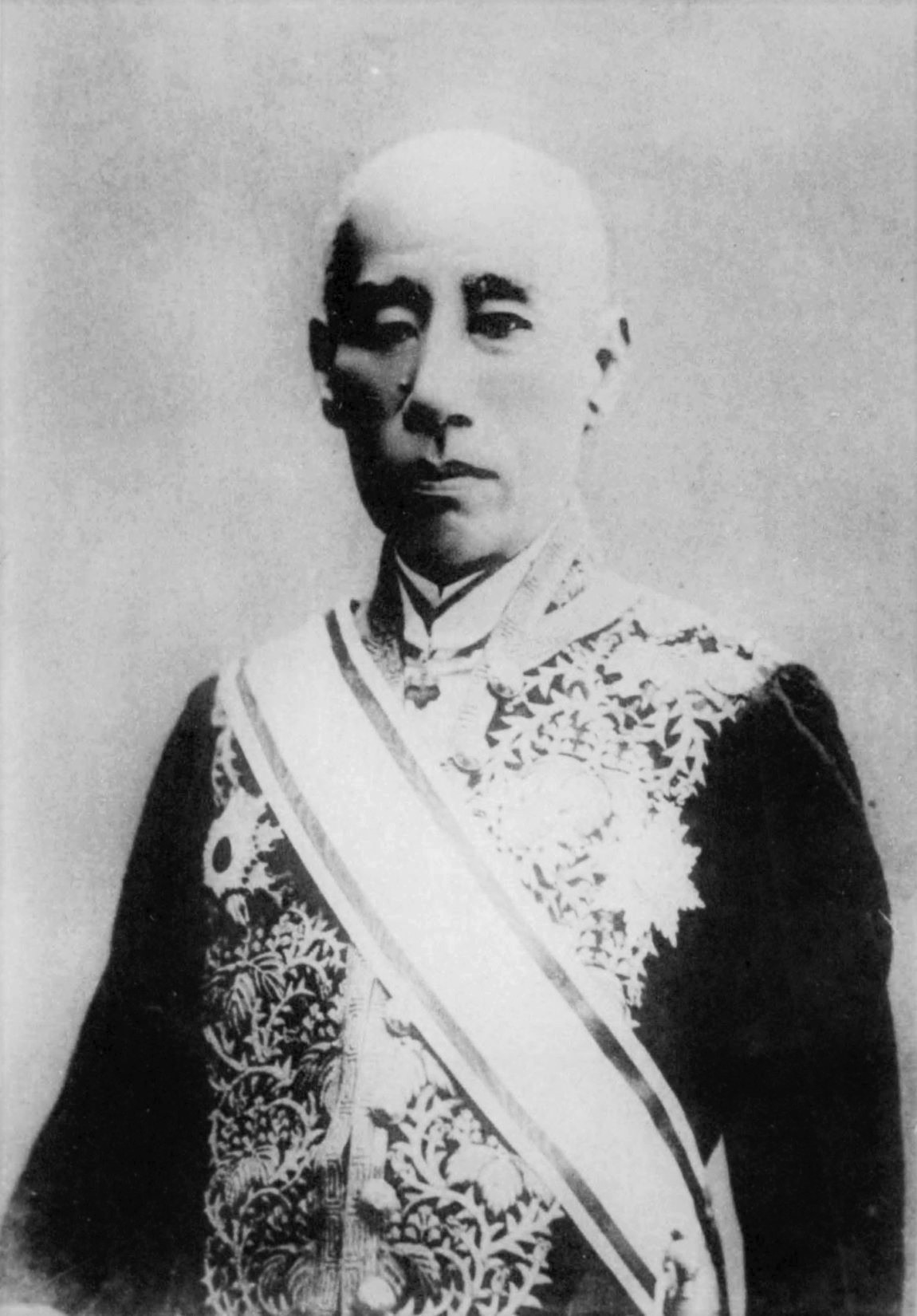
伊達宗城（1890年撮影）

さらに大橋は土地貸下げ出願をして事業地の拡張をかかる。探査はさらに続き、7月、大橋一蔵らによって現在の野幌の広島開道筋を、さらに社員視察団一行を加えて旧伊達願地方面の踏査が行われた。当時、現在の広島街道は山林、原野であった。伊達屋敷方面は元伊予宇和島藩主伊達宗城の払下地があり、当時は放棄されていたが、80戸ほど入地の計画がたてられ、一部は伐木、小屋掛が行われ、ここから現在2号線・竹見堅蔵の横を通って排水が切られていた。この路査の後ただちに貸下願書が提出された。この「伊達屋敷」は、現在の江別市野幌若葉町に「伊達屋敷公園」として名前が残っている。旧宇和島藩主伊達宗城が払下げを受けたものの放置された土地であった。なおこの伊達宗城は伊達政宗の長男である伊達秀宗の家系であるが、豊臣秀吉に人質として差し出され、豊臣秀次の失脚と共に連座して四国伊予（愛媛県）への国替えを命じられたものである。宮城県の伊達諸藩と血筋は同じであるが、四国の伊達家である。
1887年（明治20年）、月形集治監により開墾された耕地240町歩の払下げを受け、建物・大農具を無料で借りて直営した知来農場では大きな損害を被り、また貨物船が難破し、その被害を受けるなど、多くの打撃を受けたため、この年はわずかに知来乙に50戸の移民を送ったに留まり、野幌の経営は、大橋順一郎・平沢政栄門・松川安二郎などの幹部の入地を見たにすぎなかった。そこでやむなく他県人も入れることとした。こうして1920年末には津軽人を主とし、翌年・翌々年は阿波人が多く、直接越後から来た者もあったが、道内各地から集まったものも多く、これらの人こそ野幌原野の草分けだったのである。なお、この年度の移民は徳島県出身のものが多く藍作を得意としていたため、それを作ったときは社において倉庫や筵などを斡旋することをも約束している。困窮する越後地方の農民救済のために始まった北越殖民社であったが、北海道に対する理解が広まらない中、北越からの入植は進まず、結果として全国から北海道開拓を志す者たちを集めての船出となった。

### 大橋一蔵の死と関矢孫左衛門の社長就任

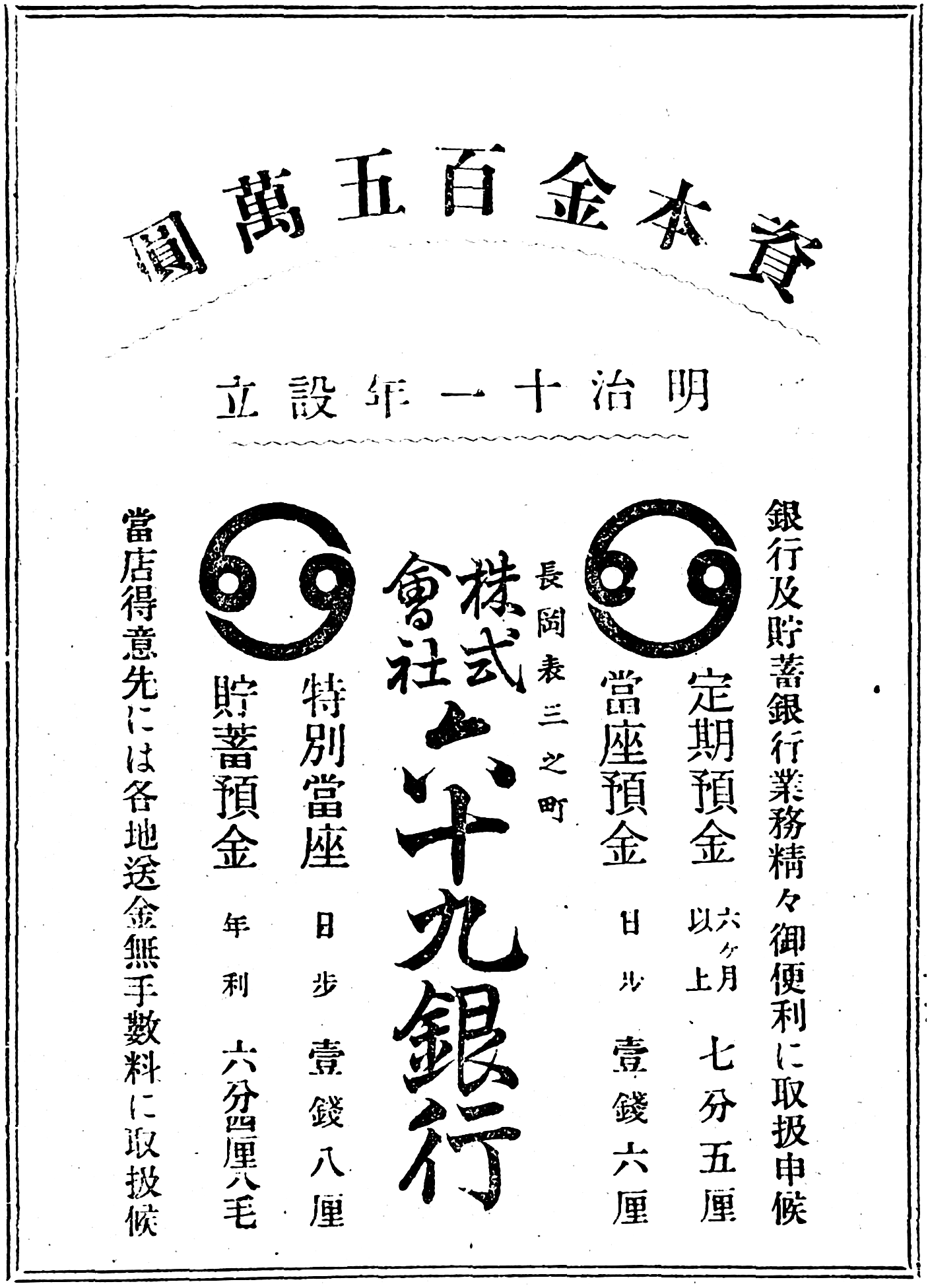
六十九銀行の広告（1901年刊）

1887年（明治20年）に出発した北越殖民社の野幌開拓事業であったが、1889年（明治22）年1月、大橋一蔵が突如事故で亡くなった。そのため三島億二郎、岸宇吉、笠原文平などは関矢孫左衛門を直接事業責任者として推薦した。
当時、孫左衛門は、北魚沼郡・南魚沼郡長だった。加えて孫左衛門は創立間もない第六十九国立銀行の頭取として銀行業の基盤を固める一方、明訓校の校長として子弟教育にも当たっていた。この頃の孫左衛門は、新潟という地域を封建制の江戸時代から近代的な明治時代に受け渡していく重要な役割を担っていた人物ということができる。そのため、北海道に行くことは非常に難しかった。しかし、孫左衛門はすべての役職を辞して、大橋一蔵の志を継ぐこと、北海道開拓に従事することを決断した。1888年（明治21）4月、孫左衛門は現地の状況を把握するために北海道に渡る。6月に新潟に戻るが、これは自分の後半生は北海道に捧げることを、幕末維新から苦難を共にした同士に告げるものであった。18日に小千谷で送別会が開かれた。
関矢孫左衛門は1889年（明治22年）7月に北海道へ渡り、道庁に北越殖民社への移民保護金を要請し、10月には新潟に戻って、移民200戸を集める活動を行う。翌1890年（明治23年）5月、34戸205名の移住民を率いて野幌へ入植した。孫左衛門はこのまま野幌にとどまって開拓を指導するかと思われたが、1889年（明治22年）2月に大日本帝国憲法が発布されて帝国議会の設置が決まると、新潟県選出の代議士に推されて、第1回衆議院議員総選挙に立候補することになった。関矢孫左衛門は地域第一の名望家であり、北越殖民社の社長に推されて断れなかったとの同様に、地域を代表して国会に出てほしいという声を無視することはできなかったのである。1890年（明治23年）7月の総選挙で当選すると、8月には北海道に向かい、移民の指導にあたった。そして10月に第1回帝国議会のために新潟に戻るなど慌ただしい日々を送った。

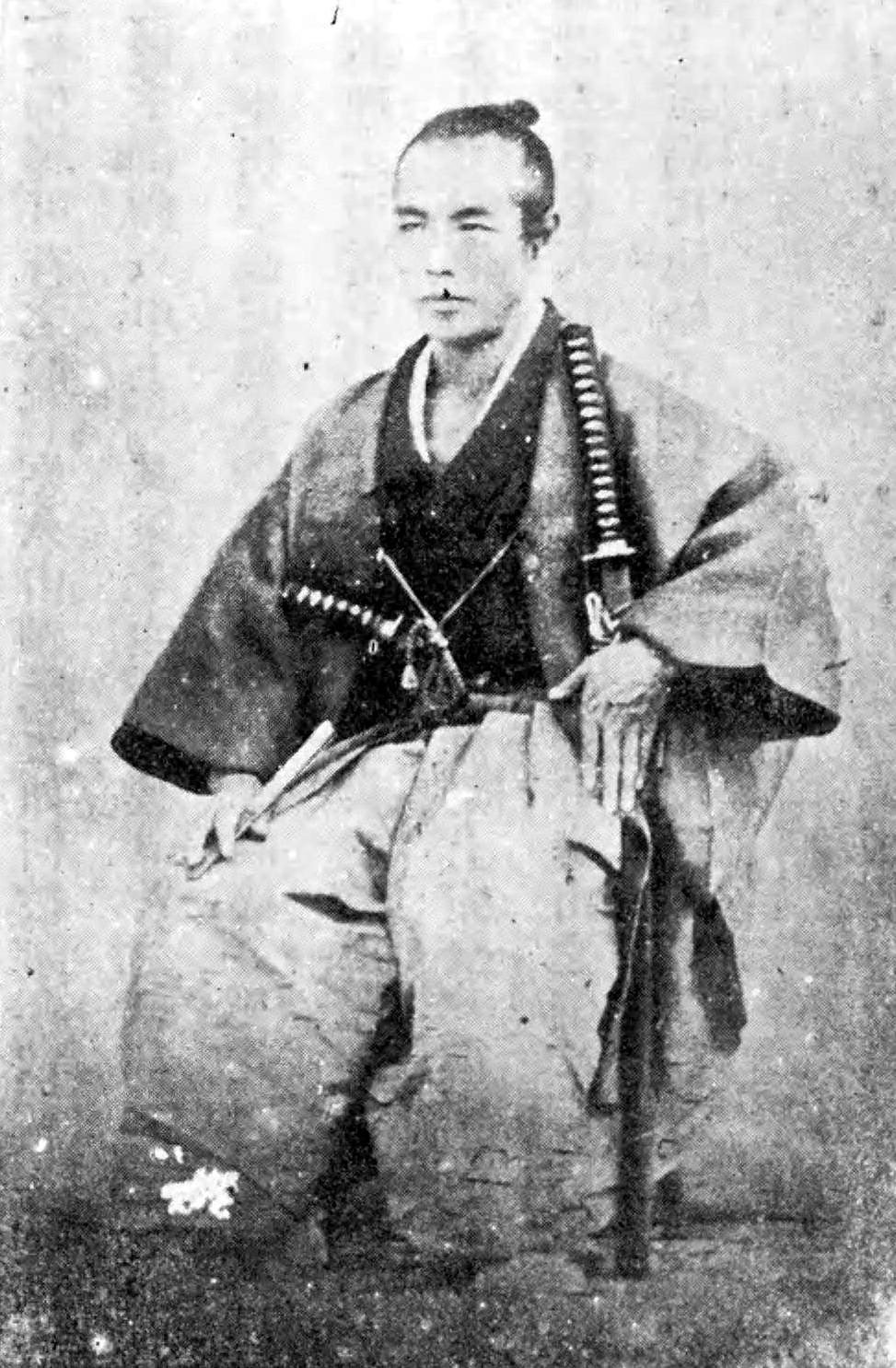
三島億二郎（1869年撮影）

### 野幌開拓と石狩川の大氾濫
1891年（明治24年）4月、関矢孫左衛門は、前年に移住させた新潟移民の留守家族118名を引率して野幌に入った。そして秋まで開拓の指導に当たったが、10月には第2回帝国議会が始まるため帰郷した。留守の間は三島億二郎が野幌に入り、道庁との交渉、移民の指導を引き継いだ。このように北越殖民社の社長に就任してから、北海道と国会を往復する日々が続いたが、この間、関矢孫左衛門と三島億二郎の指導によって野幌の村づくりは大きく前進した。1890年（明治23年）4月、開拓の拠り所として「人民の帰向と幸福安寧を祈るべく」神社が必要として天照大神・大国主命・弥彦大御神を祀る野幌神社を創建し、小作料によって運営費を賄えることができるように境内町歩と畑4町歩3反を北越殖民社から寄付した。また、もう一つの心の拠り所として1891年（明治24年）5月、真宗大谷派の瑞雲寺を建て、僧侶を新潟から招いた。入植者はそれぞれ家の宗派を持っていたが、この寺ができるとみな瑞雲寺の檀家となった。さらに瑞雲寺ができるとこれを教室として野幌小学校の前身となる私塾を開設した。1896年（明治29年）8月に入植者の労働奉仕で自前の校舎を建てた。共助によって農業を進めるため、「農談会」を組織し、開墾の進め方、作物の栽培技術、日常生活の事など情報交換する場所を設けた。入植者の中から有為な青年を選び、最新の援助技術を学ぶため札幌農学校伝習科に通わせた。1892年（明治25年）1月、衆議院が解散となったが、孫左衛門は周囲の強い期待にもかかわらず、立候補を断った。北海道開拓に専念するためであり、第1回帝国議会の経験で議会政治のあり方に失望したことも理由の一つだった。
衆議院議員を辞めた関矢孫左衛門は、野幌の村づくりに専念したが、さまざまな条件が未発達な1887年（明治20年）ごろの北海道では様々な苦難があった。大橋一蔵が存命の頃、渡航費を全額北越殖民社が負担するとの約束で四国・徳島の阿波団体100戸と移住の契約を結んでいた。入植の成績が思わしくないことに焦った一蔵が破格の条件を提示したのである。大橋一蔵の跡を継いだ孫左衛門はこのことを全く知らず、突然阿波団体から100戸分の渡航費を請求される事態となった。この問題は話し合いにより解決したが、その後も越後移民と徳島移民は何かにつけて対立した。北越殖民社の結社員である越後移民と、一般入植の阿波団体とでは待遇に差があり、徳島移民はこのことを不満に想い、殖民社の事務所に暴れ込む者も現れた。関屋孫左衛門もこのことに苦慮し、以降徳島からの入植者を拒んだが、阿波団体は1897年（明治30年）ごろに1 - 2戸を残してほとんどが撤退した。
1897年（明治30年）9月には大水害に襲われた。9月6日13時より雨が降り始め、8日の11時まで大雨が降ると、この日の午後11時頃より石狩川の水が溢れ始め、越後村・江別市街が完全に水没した。全道では250名の死者、3500戸が家屋の損失があった。なかでも石狩川に近い江別では実に人口の約半数が水没する大災害であった。市町村自治体が未整備な入植地で、関矢孫左衛門が社長を務める北越殖民社は復旧復興の全責任を背負った。孫左衛門は直ちに瑞雲寺・小学校・北越殖民社の事務所を直ちに避難所として提供し、炊き出しを行って避難民を収容した。水害が収まると関屋孫左衛門は、道庁に「官林間伐之義ニ付願」・「早苗別川浚漂請願」など、竣工後に村の財産となる救済木工事を働きかけた。札幌に出向いては「水災救済会」を組織し、多くの支援を集めた。しかし、救済事業が一段落した1899年（明治32年）、水害に恐れおののいた村民500戸が大挙して村から撤退しようとした。この時、孫左衛門は「浸水地は地味膏沃なればその用意あれば棄つべきに非ず、気を強うして他転住等の事思うべからず」と入植者を諭し、この大量離脱事件は未然に終わった。

### 関矢孫左衛門の死と北越殖民社のその後

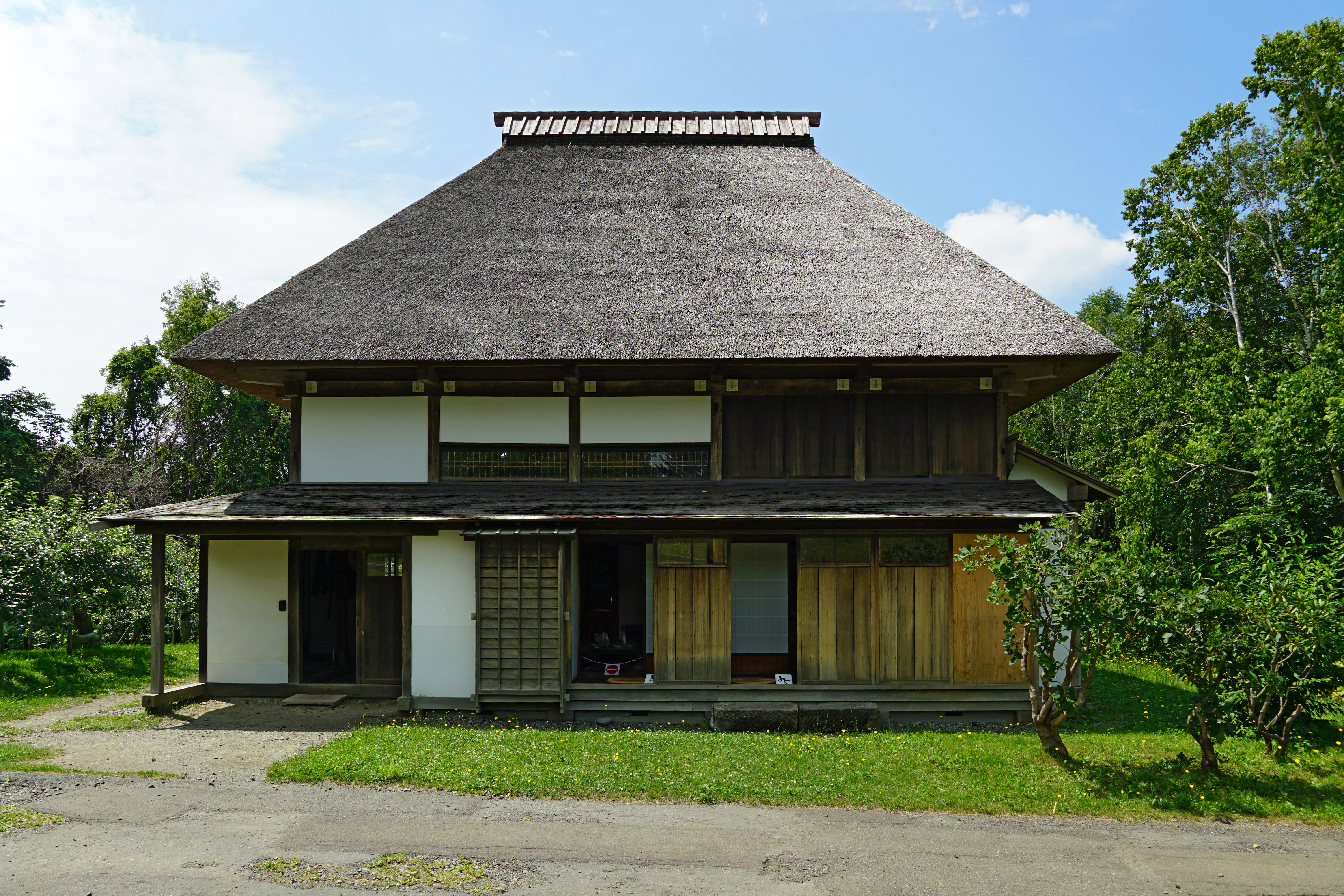
北海道開拓の村に移築された「旧菊田家農家住宅」。明治26年ごろ魚沼郡出身の北越殖民者幹部が故郷の様式を取り入れ建造し、同じく南蒲原郡出身の菊田常吉が買い取ったもの。内部には北越殖民社に関する展示がされ、越後神楽の伝統を受け継ぐ江別市の郷土芸能「野幌太太神楽」の音声が流れる。

1900年（明治33年）、関屋孫左衛門の運動が道庁に届き、北海道から貸与されていた1300町歩の土地が北越殖民社に無償譲渡された。北越殖民社は北越植民者5反ずつ払い下げし、個々所有地とし、残った土地を社有地とした。これにより水害の影響で疲弊した村の経営は安定軌道に向かい、1902年（明治35年）、合併により江別村ができると関矢孫左衛門は推されて初代村議となった。1907年（明治40年）5月、合資会社であった北越殖民社は株式会社に組織変更をした。社長には関矢孫左衛門が就き、専務には次男の山口多門次が就いた。1909年（明治42年）、66歳になった孫左衛門は、家督を長男の橘太郎に譲った。その後、関矢孫左衛門は、晩年「道庵」という隠居所を設け、詩作の日々を送り、心血を注いで拓いた野幌の地で亡くなった。その後も北越殖民社は野幌・江別を開拓し、1949年（昭和24年）に農地改革で全地を開放するまで続いた。

## 関矢孫左衛門らの野幌官林保存運動
北海道札幌市・江別市・北広島市にある道立自然公園野幌森林公園は、昭和天皇在位50周年を記念した「昭和の森」にも制定された道立自然公園である。日本では、札幌市のような人口200万の巨大都市に隣接して巨大な平地の森があることは非常に珍しいことである。これには1899年（明治32年）に関矢孫左衛門を中心に行われた野幌官林の保存運動が深く関係する。本節では、その関矢孫左衛門の野幌官林保存運動について解説する。

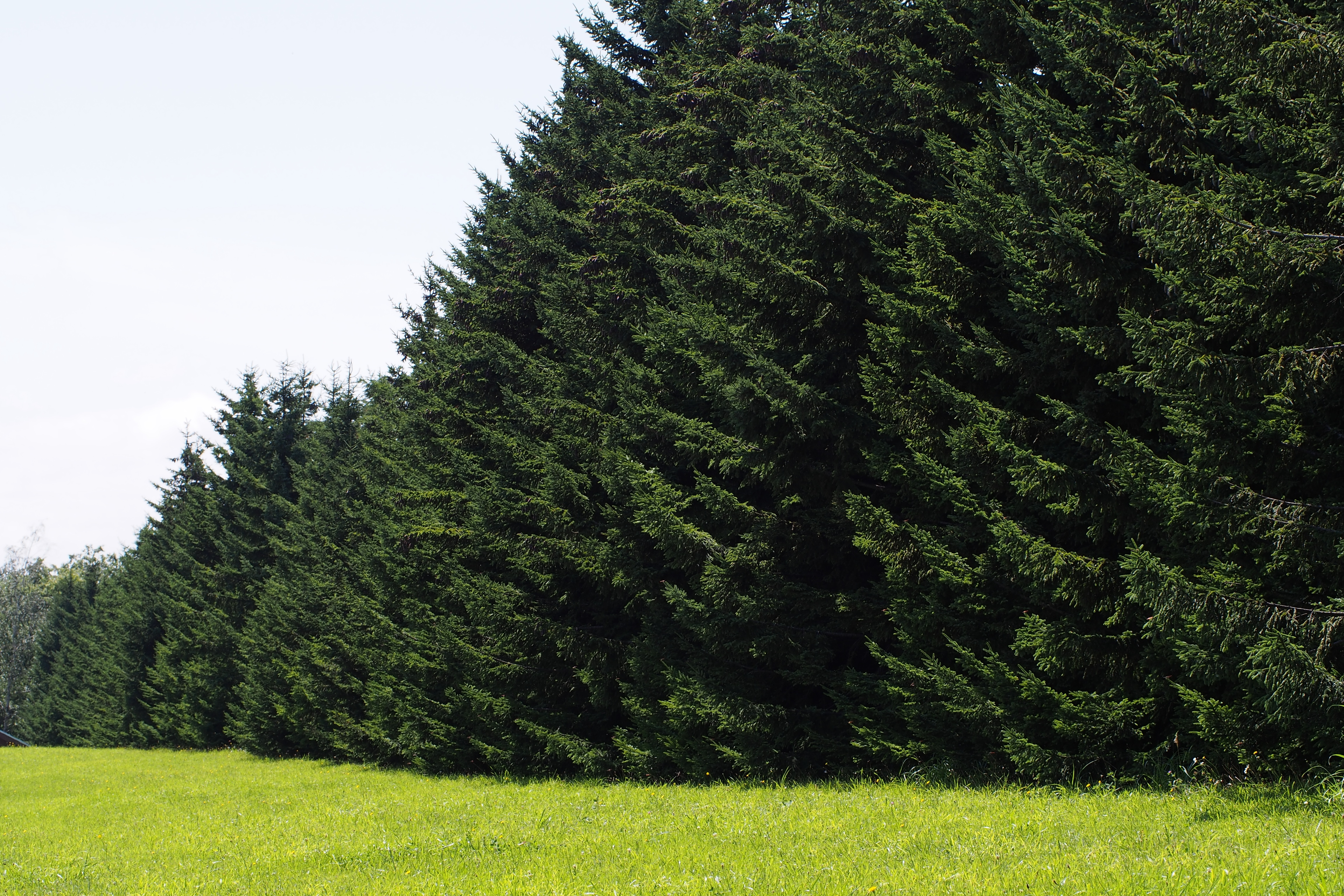
野幌の森（野幌森林公園）

### 野幌官林の分割払下げ
1869年（明治2年）、版籍奉還が行われた後、新政府は旧藩が持っていた林野を「官林」として国有林化する。同年、北海道では開拓使が設置され、道南の私有林を除いた大部分の山林が官林に編入された。北海道の大部分の森林は未調査であったため、野幌の森林（現在の野幌森林公園）は1874年（明治7年）に初めて調査が行われ、5610haが1877年（明治10年）に「公林」に、1878年（明治11年）に「官林」に指定された。
この後、帝国憲法発布を記念して、北海道の国有林の半分近くが皇室財産にあたる「御料林」に編入されることとなり、1890年（明治23年）、野幌の森は御料林となった。しかし、非常に多くの面積が御料林に指定されたことで、拓殖事業の妨げとなり、その後すぐに見直しが行われた。その結果、1894年（明治27年）、野幌の森は御料林の指定が解除され、国有林として道庁の所管となった。
1899年（明治32年）3月31日、ある電報が野幌の関矢孫左衛門邸に届いた。これは、道庁が国有林の指定を解き、札幌区・白石村・広島村・江別村に基本財産として払い下げることを決めたというものであった。内訳は札幌区に1000町歩・江別に460町歩・白石と広島に230町歩という割合であった。電報は以下のようなものであった。
ノッポロ　カンリン　サッポロク　ホカ三ケソン
キホンザイサンニ　ブンカツノ　ナイタツ
ゼヒソウダン　シタシ　アス一バン　シヨサツ　マツ
セキヤマコサエモン　サッポロヤマガタヤ　オオカハラ　イクチ—札幌山形屋 大原井口

### 水田農業の発展と払下げの影響

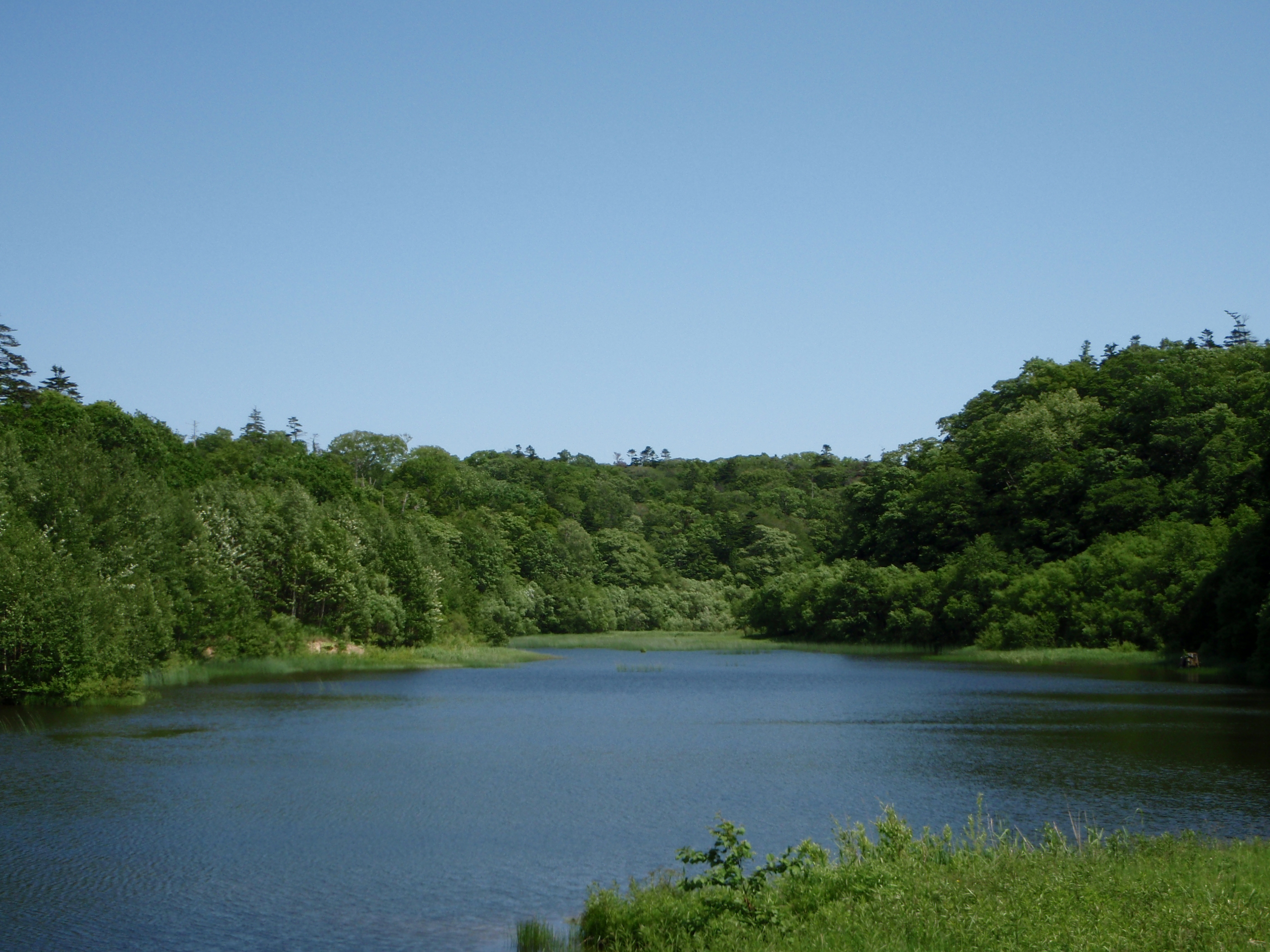
瑞穂池（野幌森林公園内）
明治時代の溜め池を拡張して大正時代に作られた。

決定を聞いた各村の総代は、山林を売り払って村の財政に充てることができるとして喜んだが、江別の総代はこの決定を不服とした。それは、森の中にある溜め池がこの地域ではじまったばかりの稲作に貴重な農業用水を供給していたためである。石狩平野での米栽培は、1873年（明治6年）、隣の北広島島松で試作を始めた中山久蔵によって端緒が開かれ、1893年（明治26年）、栗山における泉鱗太郎の試作などを通じて広がっていった。野幌でも1891年（明治24年）から試作が試みられ、1893年（明治26年）には40戸が米作を行うようになった。しかし、今のように水田に苗を植えるものでは無く、周辺に残っていた原生的な湿地に植えたものであった。灌漑設備もなく、水不足によって米づくりは行きづまってしまうのあった。しかし、野幌では野幌の森の溜め池から水を引き、灌漑施設を巡らせて計画的に稲作を行うという動きも出てきていた。こうした中で関矢孫左衛門は、米づくりの主導者として1893年（明治26年）、自ら水田7段を自作し、稲作の普及に努めた。野幌官林から水を引くことで、ようやく周辺地域の稲作は安定し、1894年（明治27年）17町歩であった野幌の水田は1996年（明治29年）に48町5段、1897年（明治30年）ごろには100町近くに増えていた。
この、野幌の稲作が発展している最中に水源地として頼みにしていた野幌の森が払い下げられることになったのである。水田の成功こそが北海道定住の成功と考えていた孫左衛門にとって、それは開拓事業を否定しかねない決定だった。大河原文蔵・井口文蔵も、札幌でこのことを知り、「ぜひ相談したし。明日一番に出立されたし」とすぐに電報を打った。大河原文蔵は北越殖民社の創立者である大橋一蔵の近親、野幌の最初の入植者の一人で、井口文蔵も北越殖民社の初期の入植者である。電報を受けた孫左衛門は、翌朝一番に野幌の自宅を出た。まず江別屯田の長雄也に会って事情を話し、同行を求める。そして札幌の山形屋に着くと、大河原文蔵・井口文蔵に会って詳細を受けた。そして一行は道庁に向かい、札幌支庁長の加藤勘六郎に会って「長官に会わせろ」と要求した。しかし、当時の北海道長官である園田安賢は師範学校に視察に赴いており、不在であり、代わりに出てきた大塚事務官は、孫左衛門らをなだめようするが、孫左衛門は引き下がらなかった。執拗に抗議を続けると大塚事務官は「不穏のことなきようにいたすべし、且つ篤と考うべし」と、官の権威を盾に恫喝した。

### 関矢孫左衛門と園田長官

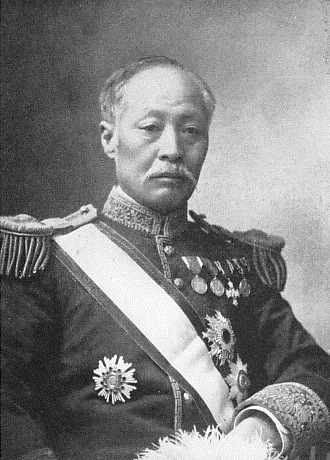
園田賢安

そんな官僚の恫喝に対し、翌2日、孫左衛門と大河原文蔵は、軽川温泉（現手稲区富丘）にいた園田長官を強引に訪ねて、「我々は方は今移住して一村を創始し、後世百千歳の子孫のためにできる限りの将来計画を成さざるべからず。また、成し得べきの時なり。北海道長官閣下の権限内において、後世子孫のため成し得べきことなれば、是非とも水源涵養林永続存置を定められたし。今日御清暇を御妨げいたし恐れ入ることなれど、この事件のためには、何様の何処にも御出あるも御尋上申せざるを得ず。」と主張し、それに対して園田長官は「何ほど仰々しく申されても変更することはでき難し」と主張を変えなかった。4月3日、関矢孫左衛門・大河原文蔵・安達民治は、札幌支庁長を尋ねて申し出を行うが、支庁長も「官の命令は遵守せざるべからず」とし主張を変えなかった。また7日に長官が上京する旨を伝え、言外に「諦めろ」と言い放った。その後、4月5日、道庁は関係地の輪番と野幌官林内の溜め池周辺の入植者を集め、野幌官林が分割になることを告げた。4日に野幌に戻った関矢孫左衛門は、翌5日には、江別・野幌・広島の代表者を集め集会を開いた。また、この時、孫左衛門の動きを警察も警戒していた。翌6日には、孫左衛門宅に警察が来て前夜の集会について取り調べを行われた。しかし、この圧力に屈することなく、警察が引き上げると直ちに各地の代表者とともに札幌に向かった。4月7日、午前6時、総勢50人で長官宅に押しかけた。応対に出た取次者は「本日、上京につき面謁致し難し」と言い長官に会わせなかった。
群衆は停車場で長官に会おうと試みたが、そこには憲兵や巡査が多数控えており、園田安賢長官は定刻通りに汽車に乗り込んだ。ここでも面会はできなかった。この状況を受け、各部の代表者たちは室蘭で長官に会おうと追跡することにした。佐藤乙蔵・沢提・和田郁次郎・小黒加茂次郎・松川永太郎も追跡に加わった。関矢孫左衛門は札幌に残って待機することになった。室蘭では、長官は築立地を視察し、歓迎会に出席したが、宿には立ち寄らずに直接汽船に向かった。ここでも面会はかなわなかった。長官に会うためには乗船するしかないと判断し、最終的に和田郁次郎・佐藤乙蔵・沢墨の3名が長官を函館まで追跡することになった。
長官が函館の宿で食事を終えるのを、その部屋の前で待ち、許可を得ずに案内人と共に部屋に入った。そこで和田郁次郎は、「野幌官林を各町村に分与せらるるにつき、水源涵養林の区域を定められたし」と長官に抗議した。それに対し長官は「左様のことで当地まで来るとは何事ぞ」と非難する。和田郁次郎は「札幌より面謁を願っても、その暇を得ず、遂にここに到る」と反抗。長官は「左様六ケ敷きことなれば、己れが悪かった。やらぬ、やらぬ」と言った。和田郁次郎らは、これを長官の言質として受け止めた。そして、村に帰って村民に報告すべきだとして、引き返すことにした。

### 野幌の森のその後

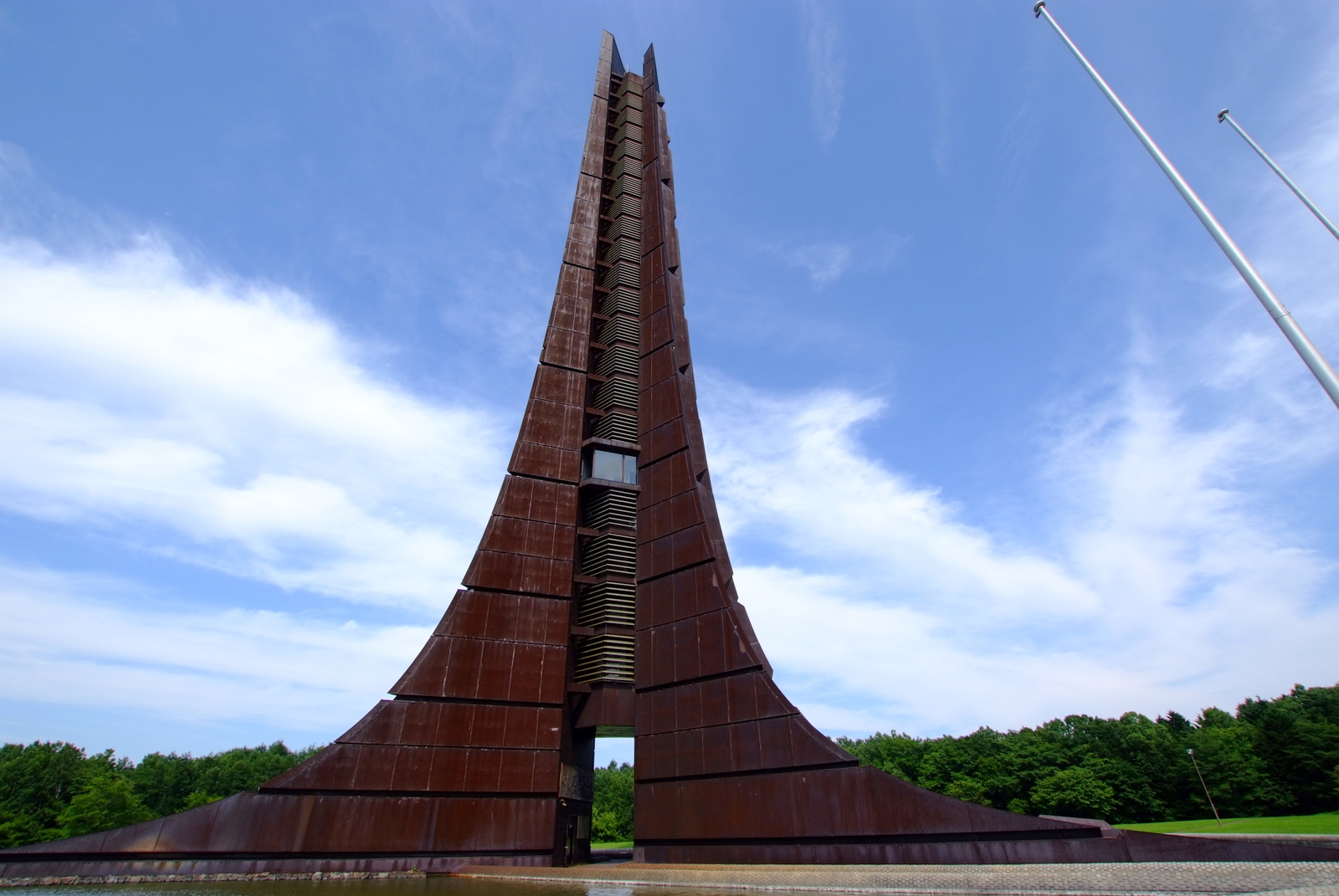
北海道百年記念塔

札幌に残った孫左衛門は江別に行き、「野幌官林請願文」の起草を行っていた。4月9日には、函館から和田郁次郎が戻って事の次第を告げた。12日に請願文が完成し、関係者の捺印を集めにかかる。4月21日、孫左衛門たちは加藤札幌支庁長に請願文を渡すが、この間に集められた捺印は野幌263名・広島288名・野幌兵村221名・小野幌31名の計800名分であった。これを受け取った大塚事務官は「了承せり。官林中の水源涵養林への編入は出来ざる事も無し、何れ長官帰道の上、その筋の技官による調査の上処分すべし」と答えた。こうして1895年（明治28年）、野幌の森は正式に「禁伐林」に指定された。その後、1911年（明治44年）に332町歩が天然保存区となり、1921年（大正10年）にはほぼそのまま天然記念物に指定され、1968年（昭和43年）、「北海道100年」を記念して道立自然公園に指定された。
1968年（昭和43年）の北海道百年記念事業で、中心事業である北海道百年記念塔と開拓記念館の設置が決められたとき、 町村金五知事は「この両施設の場所については私は特に心を砕いた。この事業が決定すると、道内各地から適地を提供したいとの申し出があったが、結局私は東南端の野幌の天然林に隣接し、西北は広い石狩平野を一望の中に臨むことができる現在地が最適の場所と考え、野幌森林公園に決定をした。」と回顧している。北海道百年記念塔が建つ野幌の地は、塔を取り囲む原生林を含め、その歴史も北海道開拓の象徴だったのである。